# San Juan Bautista Coixtlahuaca
San Juan Bautista Coixtlahuaca es una localidad del estado mexicano de Oaxaca. Es cabecera del municipio de San Juan Bautista Coixtlahuaca.

## Demografía
| Censo | Población |
| ----- | --------- |
| 1900  | 3041      |
| 1910  | 3025      |
| 1921  | 1798      |
| 1930  | 1837      |
| 1940  | 2596      |
| 1950  | 1600      |
| 1960  | 1479      |
| 1970  | 1351      |
| 1980  | 1152      |
| 1990  | 1023      |
| 1995  | 1008      |
| 2000  | 979       |
| 2005  | 1052      |
| 2010  | 1107      |
| 2020  | 1209      |